# Afroiassus lentulus
Afroiassus lentulus är en insektsart som beskrevs av Rauno E. Linnavuori och Quartau 1975. Afroiassus lentulus ingår i släktet Afroiassus och familjen dvärgstritar. Inga underarter finns listade i Catalogue of Life.